# Дубовое (Юрьевский район)
Дубовое (укр. Дубове) — село,
Нововязовский сельский совет,
Юрьевский район,
Днепропетровская область,
Украина.
Код КОАТУУ — 1225982505. Население по переписи 2001 года составляло 26 человек .

## Географическое положение
Село Дубовое находится на расстоянии в 3 км от сёл Водяное и Затишное.